# Wincenty Dabiński
Wincenty Dabiński (ur. 22 stycznia 1863 w Gostyniu, zm. 19 czerwca 1936 tamże) – działacz społeczno-polityczny, starosta powiatu gostyńskiego. Radca wojewódzki.

## Życiorys
Urodził się w rzemieślniczej rodzinie Wojciecha i Michaliny z Borowiczów. Początkowo uczył się w gostyńskiej szkole podstawowej a następnie w śremskim gimnazjum. W późniejszym czasie był przedstawicielem pruskiego wymiaru sprawiedliwości w randze sekretarza sądowego, jednak w następstwie okrutnego traktowania ludzi narodowości polskiej zwolnił się z pracy. Został właścicielem browaru i cegielni w Gostyniu. Był radnym miejskim, a w latach 1907–1914 pełnił funkcję prezesa rady nadzorczej Banku Pożyczkowego w Gostyniu. Współzałożyciel i redaktor „Ziemi Gostyńskiej” (do 1926), prezes Towarzystwa Przemysłowców i Rzemieślników. 2 stycznia 1919 został mianowany pierwszym polskim starostą powiatu gostyńskiego. Urząd starosty gostyńskiego sprawował do 24 lutego 1929.
Zmarł 19 czerwca 1936 w Gostyniu. Pochowany na cmentarzu parafialnym w Gostyniu.

## Ordery i odznaczenia
- Krzyż Oficerski Orderu Odrodzenia Polski (27 listopada 1929)[4]
- Krzyż Kawalerski Orderu Odrodzenia Polski (2 maja 1923)[5][6]

## Upamiętnienie
Jedna z ulic na osiedlu Pożegowo w Gostyniu nosi jego imię.